# Alaschejewbucht
Die Alaschejewbucht (russisch Залив Алашеева Saliw Alaschejewa) ist eine Bucht im westlichen Abschnitt der Küste des ostantarktischen Enderbylands.
Luftaufnahmen der Bucht entstanden 1956 im Rahmen der Australian National Antarctic Research Expeditions. Kartiert wurde sie bei der Dritten Sowjetischen Antarktisexpedition (1957–1959). Namensgeber ist der russische Hydrograph Dmitri Alaschejew (1908–1953).